# Hechtia bracteata
Hechtia bracteata är en gräsväxtart som beskrevs av Carl Christian Mez. Hechtia bracteata ingår i släktet Hechtia och familjen Bromeliaceae. Inga underarter finns listade i Catalogue of Life.